# Geltung
Geltung besitzt die Bedeutung von Ansehen, Anerkennung und  Wirkung und umfasst die Begriffe Achtung/Verachtung, Ruhm/Schande, Ehre/Ehrlosigkeit sowie Ansehen/Sozialprestige.
Geltung wird als soziologischer Begriff unter Herauslösung aus der Werte-Debatte auch zusammen mit Fragen der Biosoziologie behandelt (Dieter Claessens und andere).
Unter dem Aspekt der Normgeltung,  insbesondere der Rechtsgeltung,  ist zwischen der Wirksamkeit und der normativen Begründetheit der Normen zu unterscheiden.
Was es sozialphilosophisch bedeutet, dass rechtliche Geltung und Geltungskraft (Macht) differieren, erörterte dann Jürgen Habermas 1992 in Faktizität und Geltung. Beiträge zur Diskurstheorie des Rechts und des demokratischen Rechtsstaates eingehend.

## Geltungssucht
Ein übersteigertes Bedürfnis nach Geltung wird als Geltungsdrang, Geltungstrieb oder Geltungssucht bezeichnet. Der Begriff bezeichnet das Bestreben, von anderen beachtet und anerkannt zu werden, und wurde in seiner überhöhten Form („Geltungssucht“) von der Individualpsychologie Alfred Adlers als Überkompensation von Minderwertigkeitsgefühlen aufgefasst.
In diesem Zusammenhang wird auch häufig umgangssprachlich von einer Profilneurose gesprochen, womit Verhaltensweisen von Personen bezeichnet werden, die aus Minderwertigkeitsgefühlen ständig ihre Kompetenz unter Beweis stellen müssen. Der Duden definiert den Begriff als „neurotische Angst, (besonders im Beruf) zu wenig zu gelten“ sowie „das daraus resultierende übersteigerte Bemühen, sich zu profilieren“.
Geltungsdrang, der sich in auffälligem oder üppigem Konsum niederschlägt, wird als Geltungskonsum bezeichnet.
Ein klassisches Beispiel für übersteigerten Geltungsdrang und seine Folgen ist geschichtlich überliefert: Im antiken Griechenland versuchte Herostratos, seinen Namen unsterblich werden zu lassen, indem er eines der Sieben Weltwunder, den Tempel der Artemis in Ephesos, anzündete und damit völlig zerstörte. Um ihn an der Erreichung seines Ziels zu hindern, wurde ihm vor seiner Hinrichtung mitgeteilt, sein Name werde für alle Zeit nie mehr ausgesprochen (Damnatio memoriae).